# Matthijs Schouten

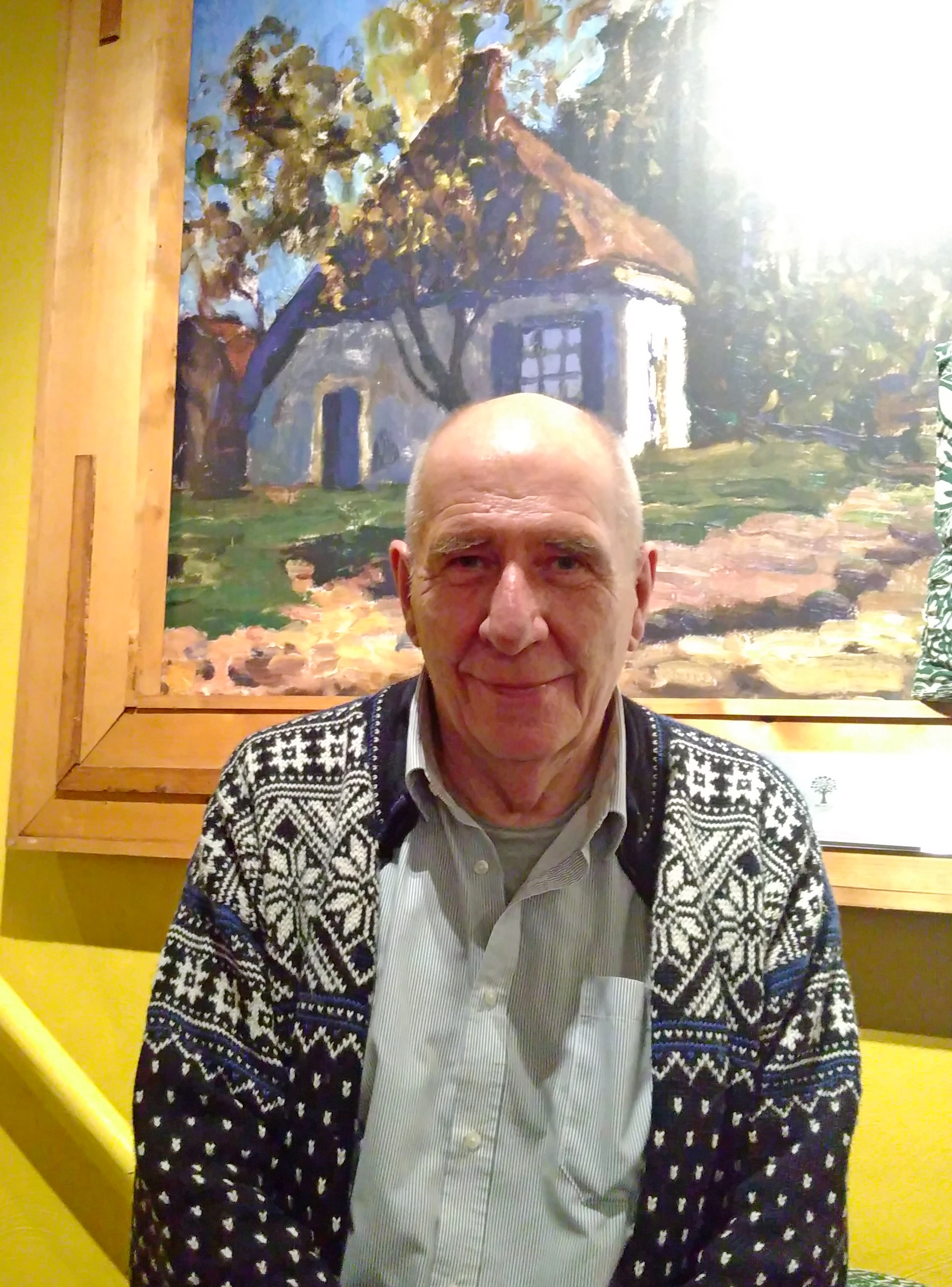
Matthijs Schouten, Januari 2018. Met op de achtergrond een schilderij van Charles Dankmeijer

Matthijs G.C. Schouten (1952) is een Nederlandse ecoloog en filosoof die in dienst is van Staatsbosbeheer. Hij heeft tevens een aanstelling als buitengewoon hoogleraar ecologie en filosofie van het natuurherstel bij de leerstoelgroep Natuurbeheer en Plantenecologie van Universiteit Wageningen. Ook is hij hoogleraar natuur- en landschapsbescherming aan de Universiteit van Cork (Ierland). 

## Leven en werk
Matthijs Schouten groeide op in Swartbroek. Aan de Katholieke Universiteit Nijmegen werd hij door Victor Westhoff opgeleid in de plantenecologie. Hij is expert op het gebied van (Ierse) venen. Daarnaast heeft hij een grote belangstelling voor kwesties zoals onze waarneming van de natuur, zowel biologisch, economisch als levensbeschouwelijk. Hij studeerde vergelijkende godsdienstwetenschappen en oosterse filosofie. Bij Staatsbosbeheer houdt hij zich bezig met ecologie en milieufilosofie, vooral gericht op strategische vragen. Hij is Ierlandkenner, boeddhist en vegetariër. In 2003 werd hem de Groeneveldprijs toegekend.
Op natuurfilosofisch gebied trekt Schouten samen op met Irene van Lippe-Biesterfeld. Zij zijn vice-voorzitter resp. voorzitter van het Natuurcollege.

## Referentie
1. ↑  Schepper en co radio, uitzending van 14 juli 2012
2. ↑  Schepper & co TV 24 okt 2015
3. ↑  Leven in verbinding: Prinses Irene in gesprek met prof. dr. Matthijs Schouten over mens-zijn. Gearchiveerd op 22 november 2022.
4. ↑  Terug naar de natuur. Gearchiveerd op 21 november 2022. Geraadpleegd op 21 november 2022.
5. ↑  . Gearchiveerd op 10 juni 2023.

- Bibsys: 90562565
- Gemeinsame Normdatei: 133245187
- International Standard Name Identifier: 0000 0001 1297 6957
- Library of Congress Control Number: n2001107732
- NARCIS: PRS1240861
- Nederlandse Thesaurus van Auteursnamen: 075046857
- Système universitaire de documentation: 108960811
- Virtual International Authority File: 164830739
- WorldCat: E39PBJyxmbFfMCyhMR48K4Dg8C